# Antony Tudor
Pour les articles homonymes, voir Tudor.
Antony Tudor, de son vrai nom William Cook, est un danseur, chorégraphe et professeur britannique né à Londres le 4 avril 1908 et mort à New York le 19 avril 1987. Il a notamment enseigné la danse à Pina Bausch entre 1959 et 1961.